# Jang Kyung-gu
Jang Kyung-gu (Koreaans: 장 경 구) (29 mei 1990) is een Zuid-Koreaans wielrenner die anno 2016 rijdt voor Korail Cycling Team.

## Overwinningen
2010
7e etappe Ronde van Korea
2012
Jongerenklassement Ronde van Korea
2014
6e etappe Ronde van Korea
Bergklassement Ronde van Korea
 Aziatische Spelen
2015
Bergklassement Ronde van Korea
Zuid-Koreaans kampioen tijdrijden, Elite

## Resultaten in voornaamste wedstrijden
|      | \| Jaar \| \| WK op de weg \| \| ---- \| \| ------------ \| \| 2022 \| \| opgave \| |              |
| Jaar |                                                                                     | WK op de weg |
| 2022 |                                                                                     | opgave       |

## Ploegen
- 2009 –  Seoul Cycling
- 2012 –  Arbö Gebrüder Weiss-Oberndorfer (vanaf 1-4)
- 2014 –  Korail Cycling Team
- 2015 –  Korail Cycling Team
- 2016 –  Korail Cycling Team

Bauer · Dürager · Edmüller · Erler · Gogl · Grömer · Hasibeder · Jang · Kratochvila · Lechner · Park · Pavitschitz · Pria · Ranacher · Reiter · Schinagl · Schrangl · Stadler · Weineroither · Kendler (stagiair)